# Eruguera capnegra
L'eruguera capnegra (Lalage melanoptera) és una espècie d'ocell de la família dels campefàgids (Campephagidae).
Habita el bosc obert i la selva humida des de l'extrem nord de l'Índia cap al sud fins Kerala i Sri Lanka.
Ha estat desplaçada recentment des del gènere Coracina fins Lalage.